# I.DE.A
I.DE.A（イデア）はイタリア・トリノにあるデザイン会社。

## 概要
イタリアの自動車会社フィアット（Fiat）の依頼でピアノ・アンド・ライス・アンド・アソシエイト（Piano&Rice&Associates）が始めたVSSプロジェクトのため1978年フランコ・マンテガッツァにより設立された。
I.DE.A Institute（イデア）とはInstitute for Development in Automobileの頭文字をとったもので、設立当初はレンゾ・ピアノ（Renzo Piano）とピアノ・アンド・ライス・アンド・アソシエイトのスタッフが中心であったが、目的であるフィアットとのVSSプロジェクトが一段落するとレンゾ・ピアノとの関係は薄れて行き、先行的な実験プロジェクトから現実的な製品開発に軸足を移すこととなった。
1982年に発表されたフィアット・VSSでI.DE.A（イデア）の存在は知られるようになったが、広く知られるようなるのは1988年にフィアット・ティーポが発表されてからであった。
カーデザイン中心であるが、コマツのパワーショベルなど特殊車両からテレビなど工業製品、スキーウェアなど衣類のデザインまで手がける。また、スタイリングだけでは無く、設計やプロトタイプ製作まで総合的に開発を行うことが出来る。
ワルテル・デ・シルヴァ（Walter De'Silva）やエルコーレ・スパーダ（Ercole Spada）、原田則彦（はらだのりひこ）など著名なカーデザイナーが在籍したことでも知られている。

## 代表作

### カーデザイン
- アルファロメオ・155
- タタ・アリア（Aria）
- タタ・インディカ（Indica）
- ダイハツ・ムーヴ（Move/初代）
- 日産・テラノII（TerranoII/日本名ミストラル）
- フィアット・ティーポ（Tipo）
- フィアット・テムプラ（Tempra）
- フィアット・パリオ（Palio）
- フィアット・パンダ（Panda/2代目/インテリア）
- メルセデスベンツ・ヴィトー/ビアーノ
- ランチア・デルタ（Delta/1993年）
- ランチア・デドラ（Dedra）
- ランチア・カッパ（K/1994年）

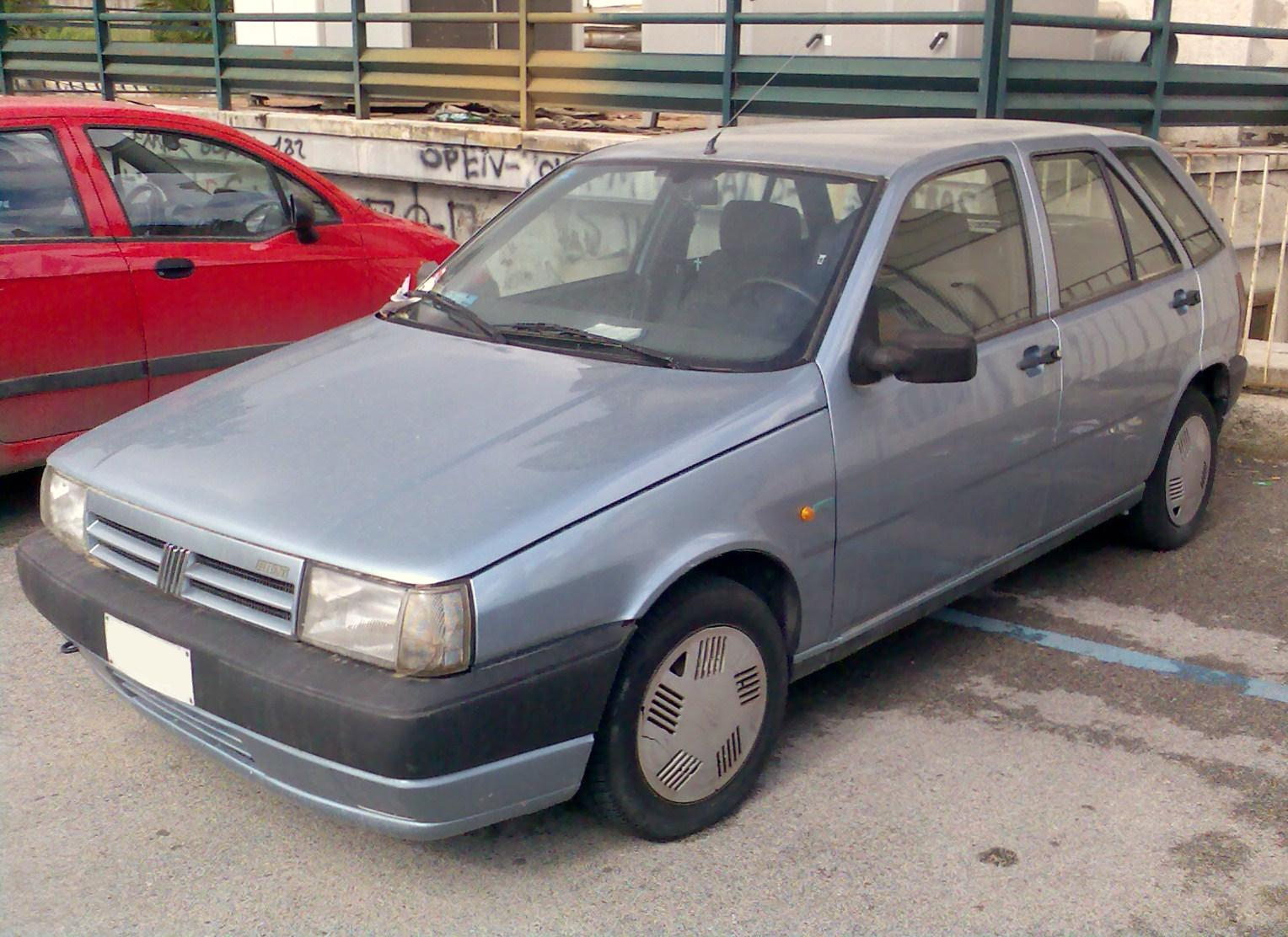
フィアット・ティーポ（1988年）
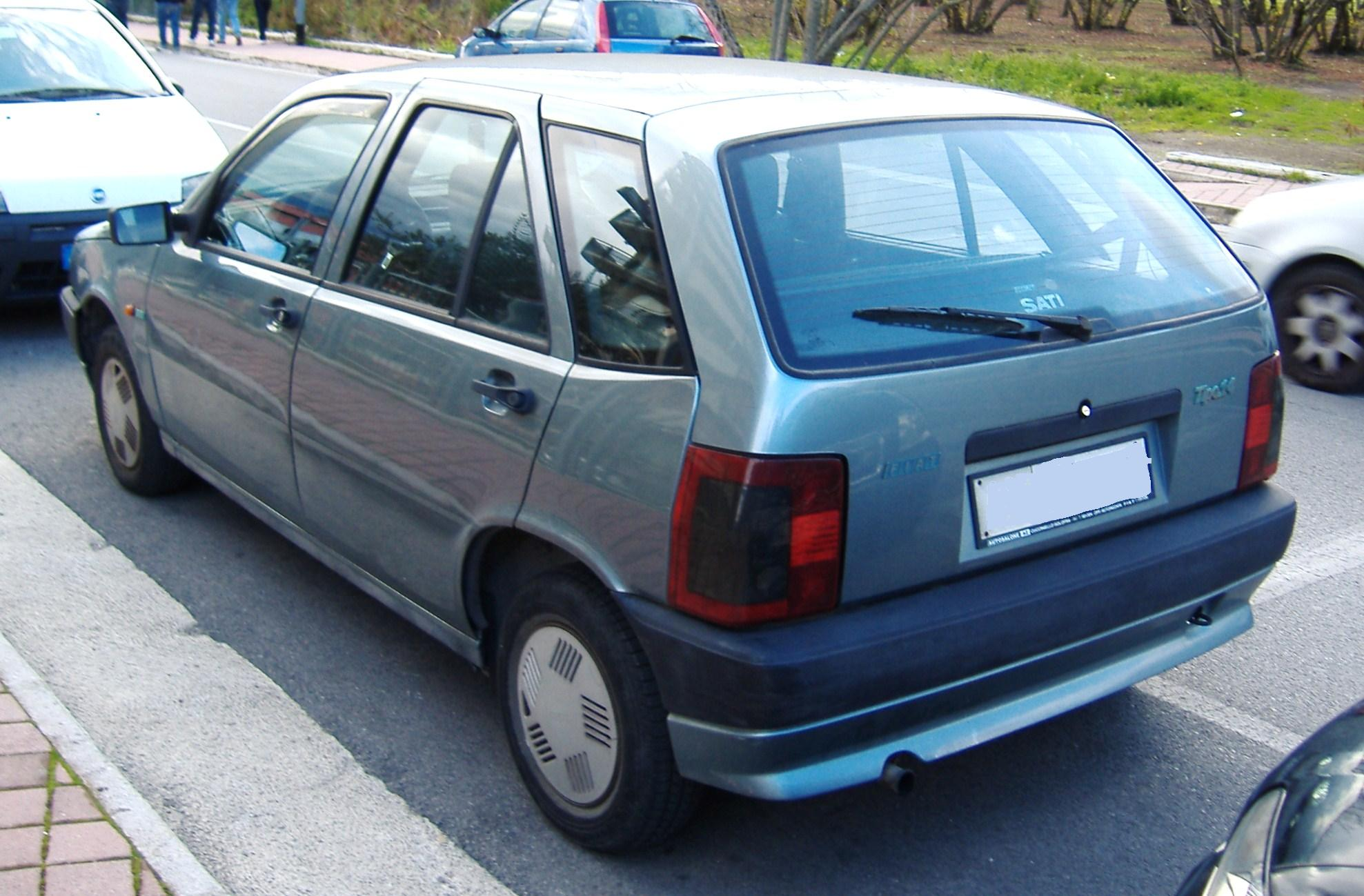
フィアット・ティーポ（1988年）
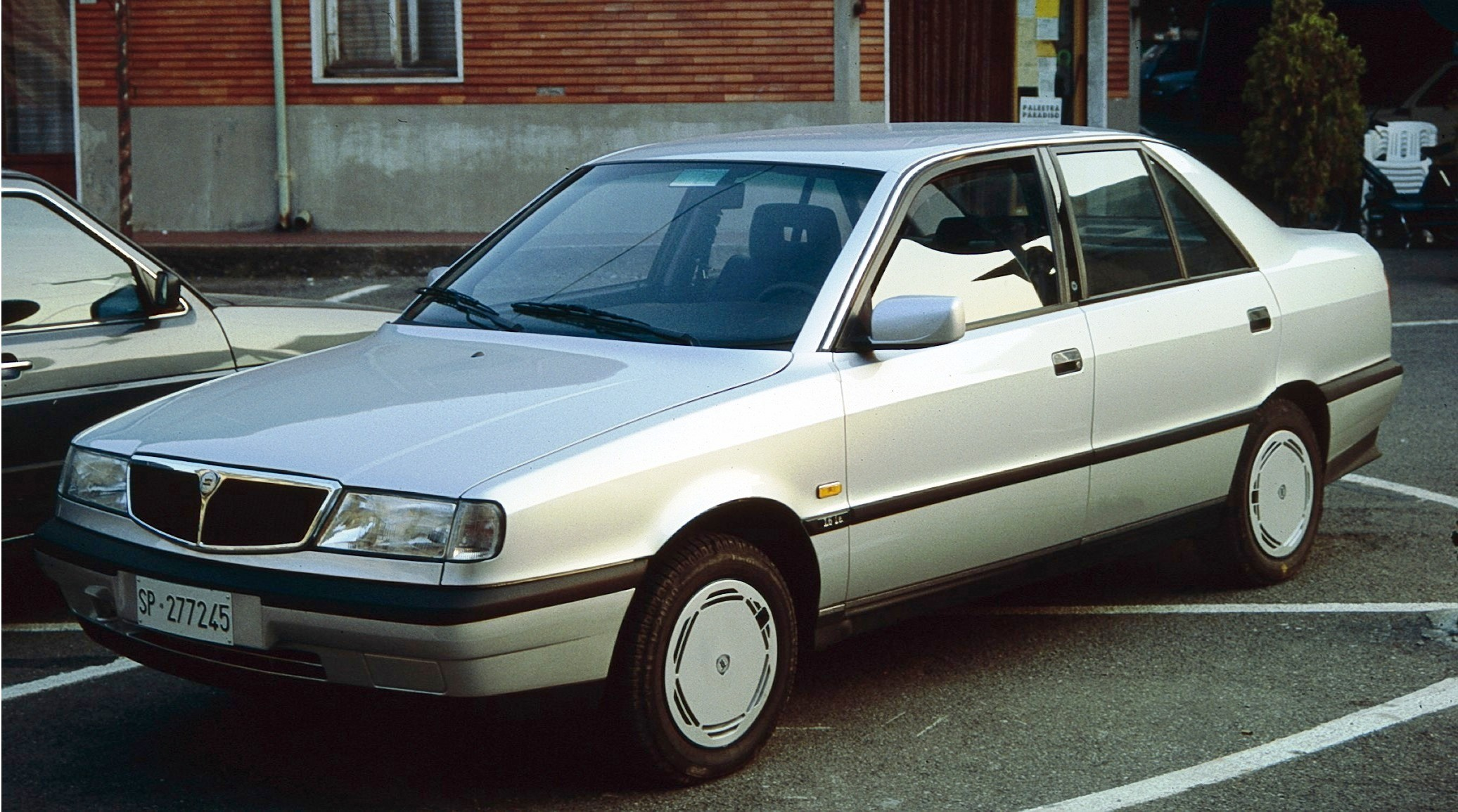
ランチア・デドラ（1989年）
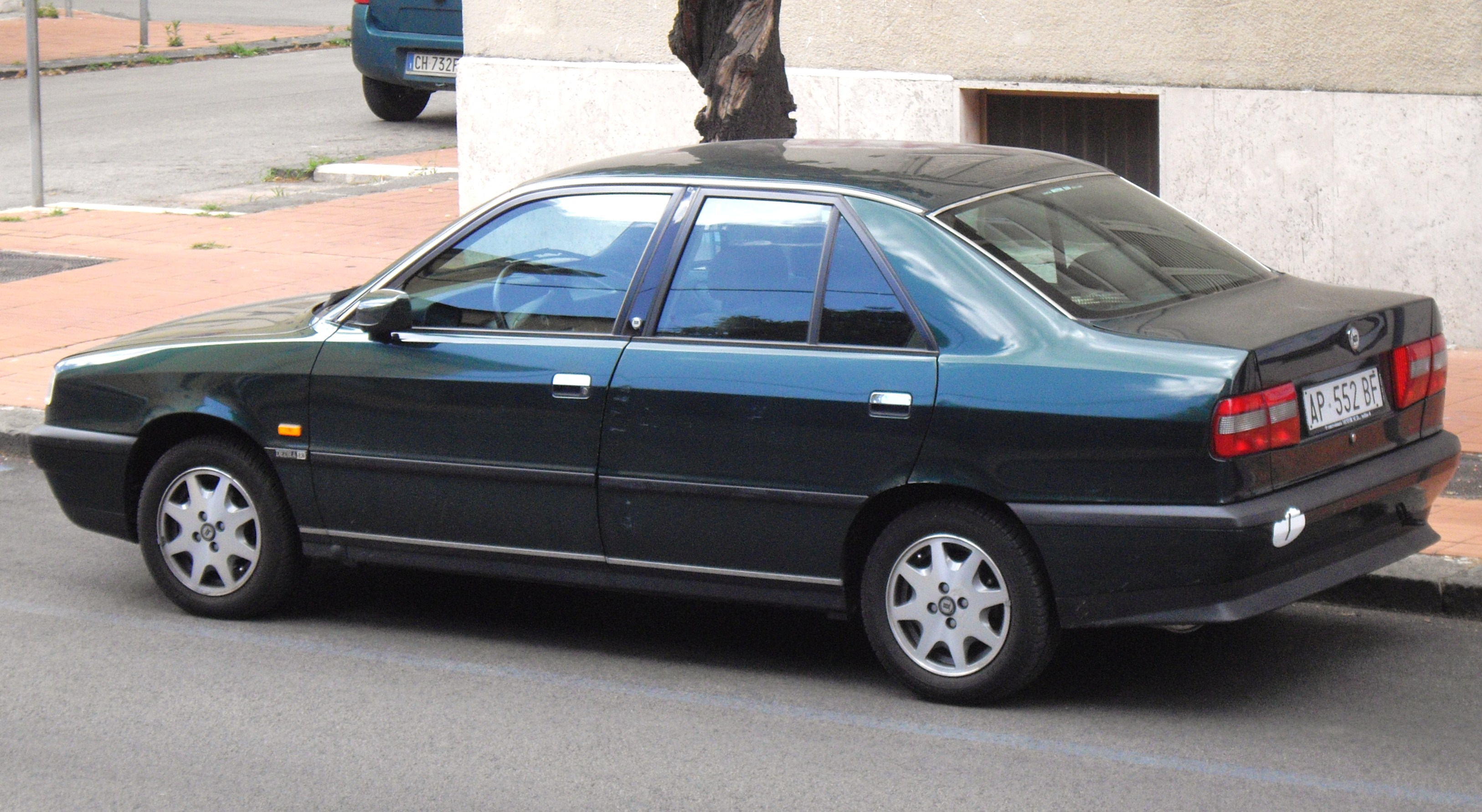
ランチア・デドラ（1989年）
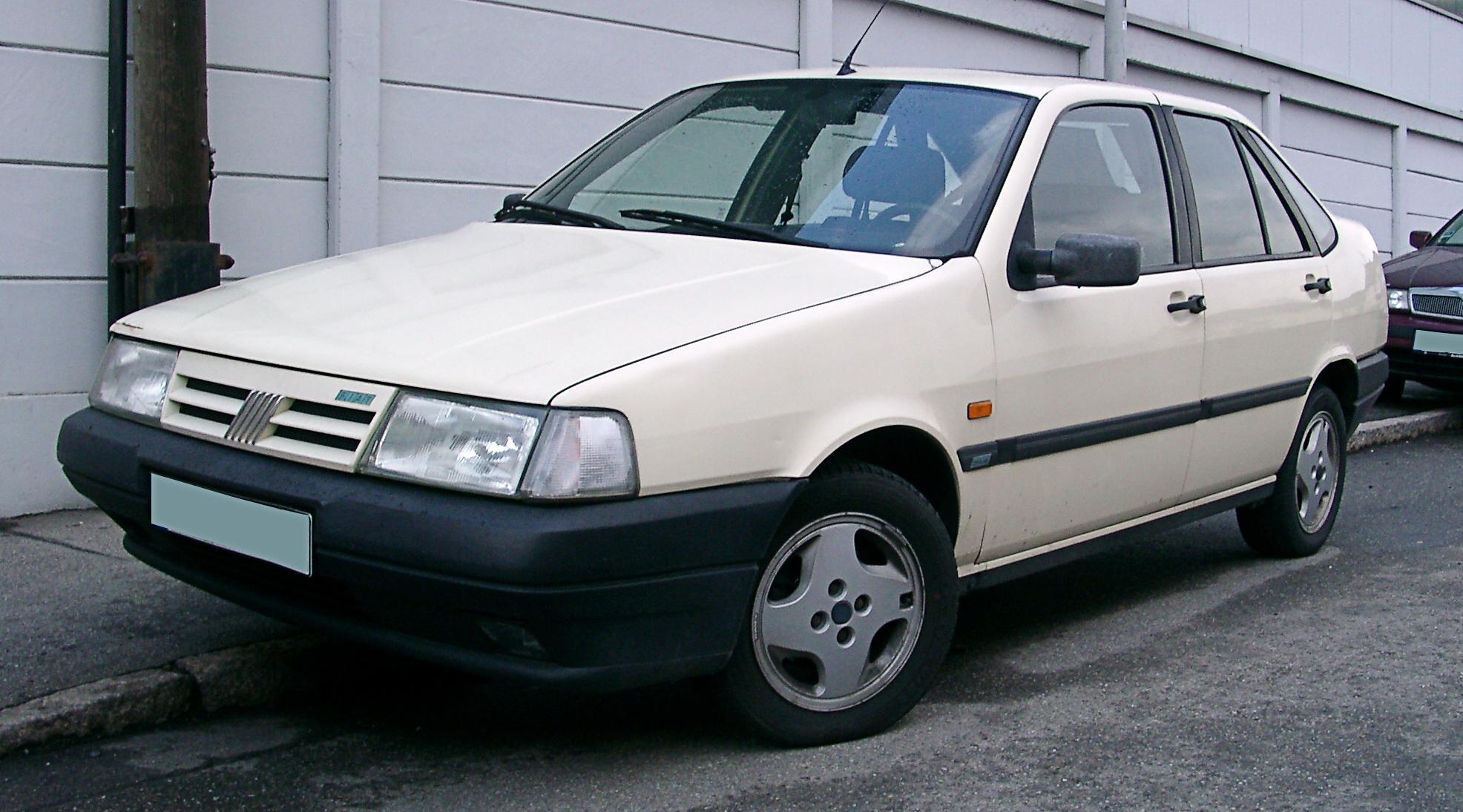
フィアット・テムプラ（1990年）
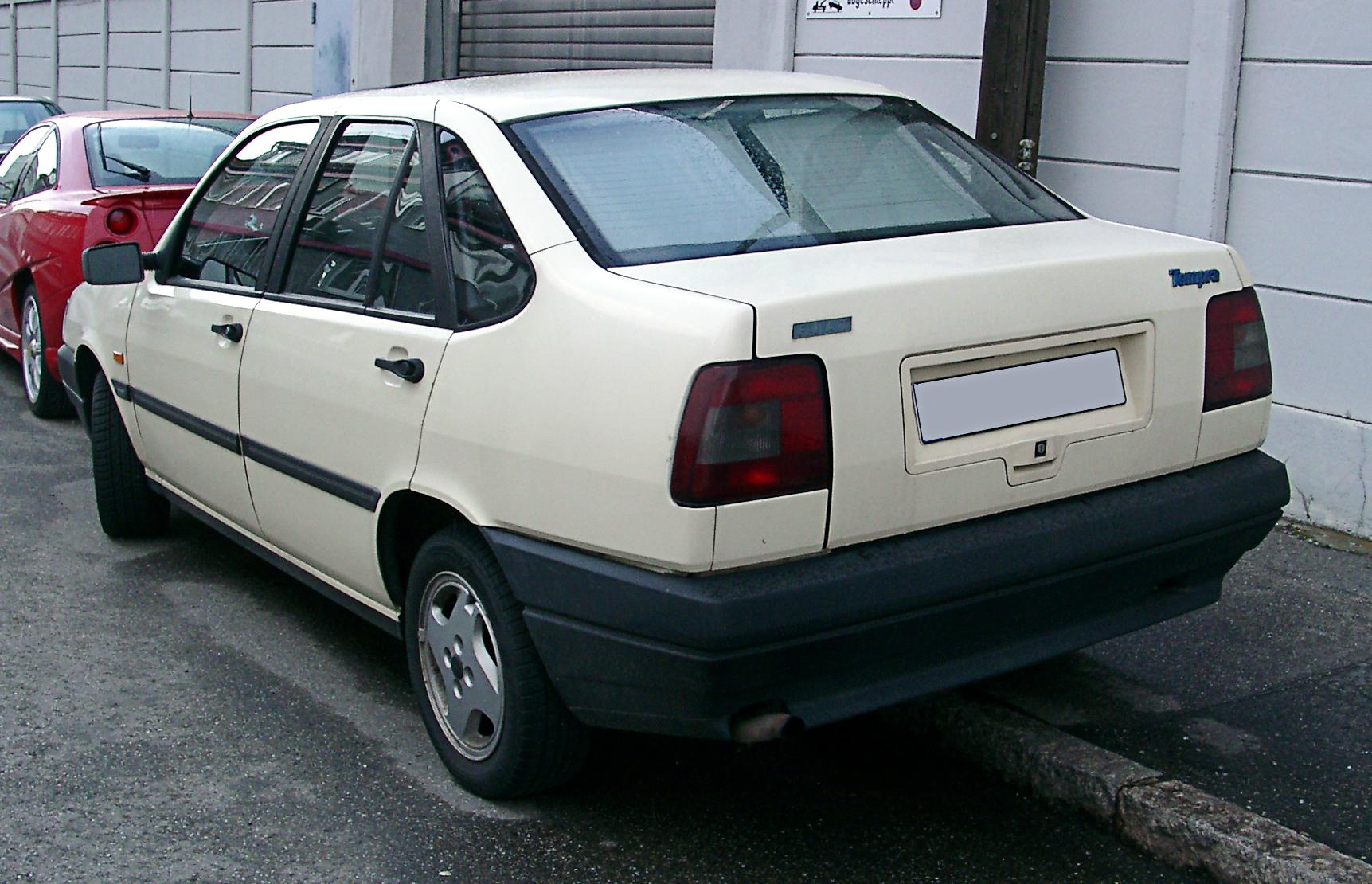
フィアット・テムプラ（1990年）
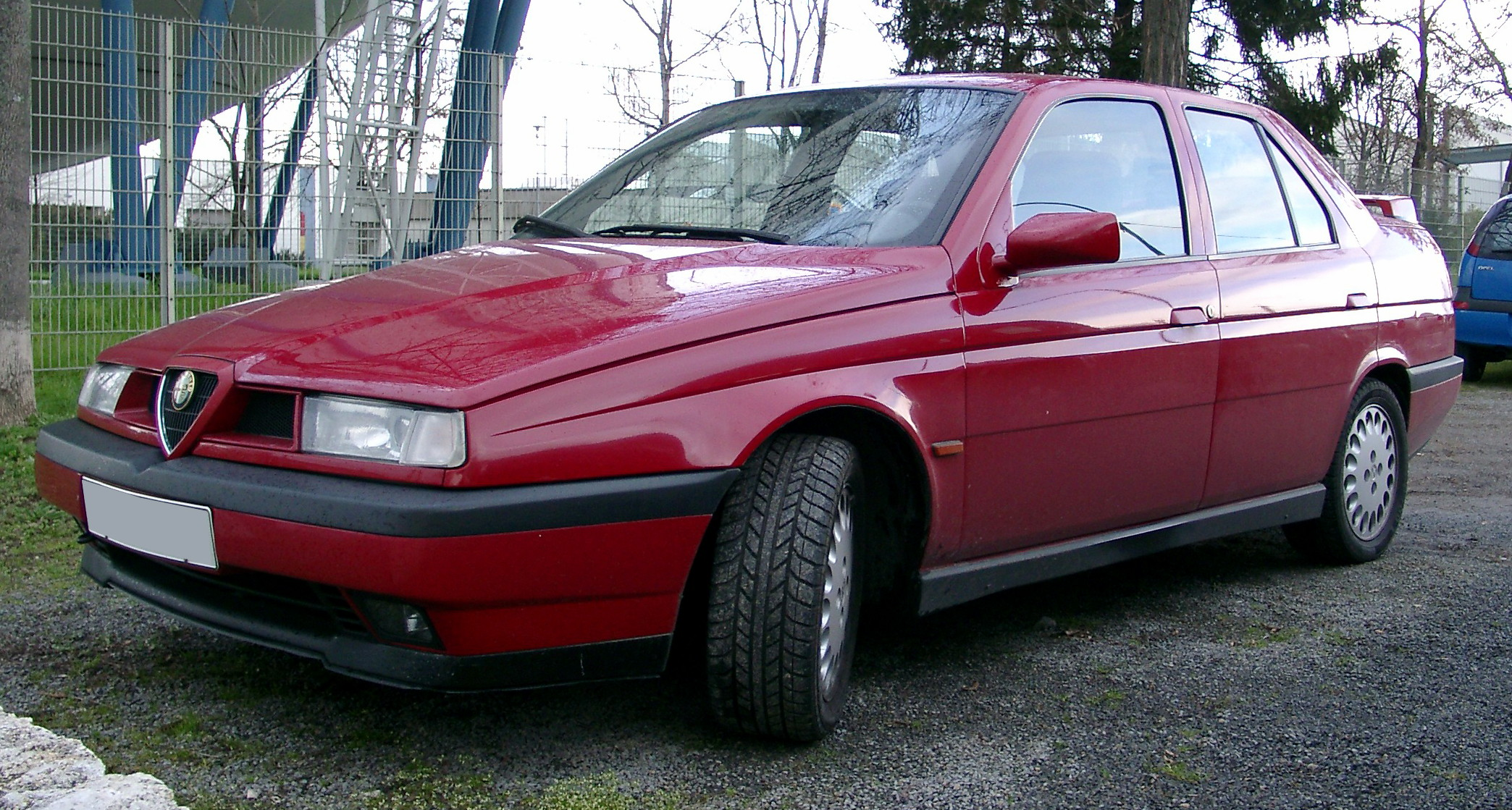
アルファロメオ・155（1992年）
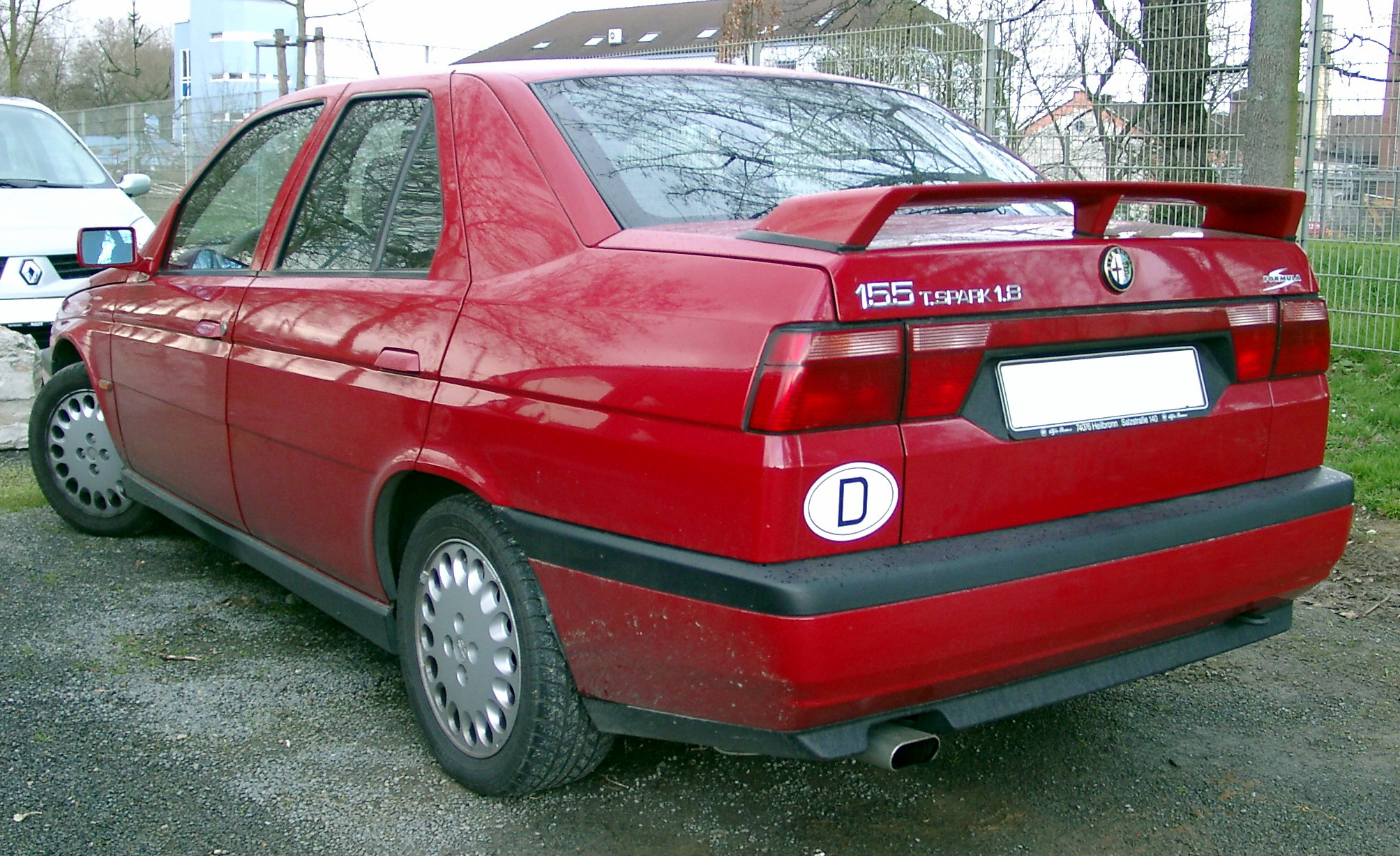
アルファロメオ・155（1992年）
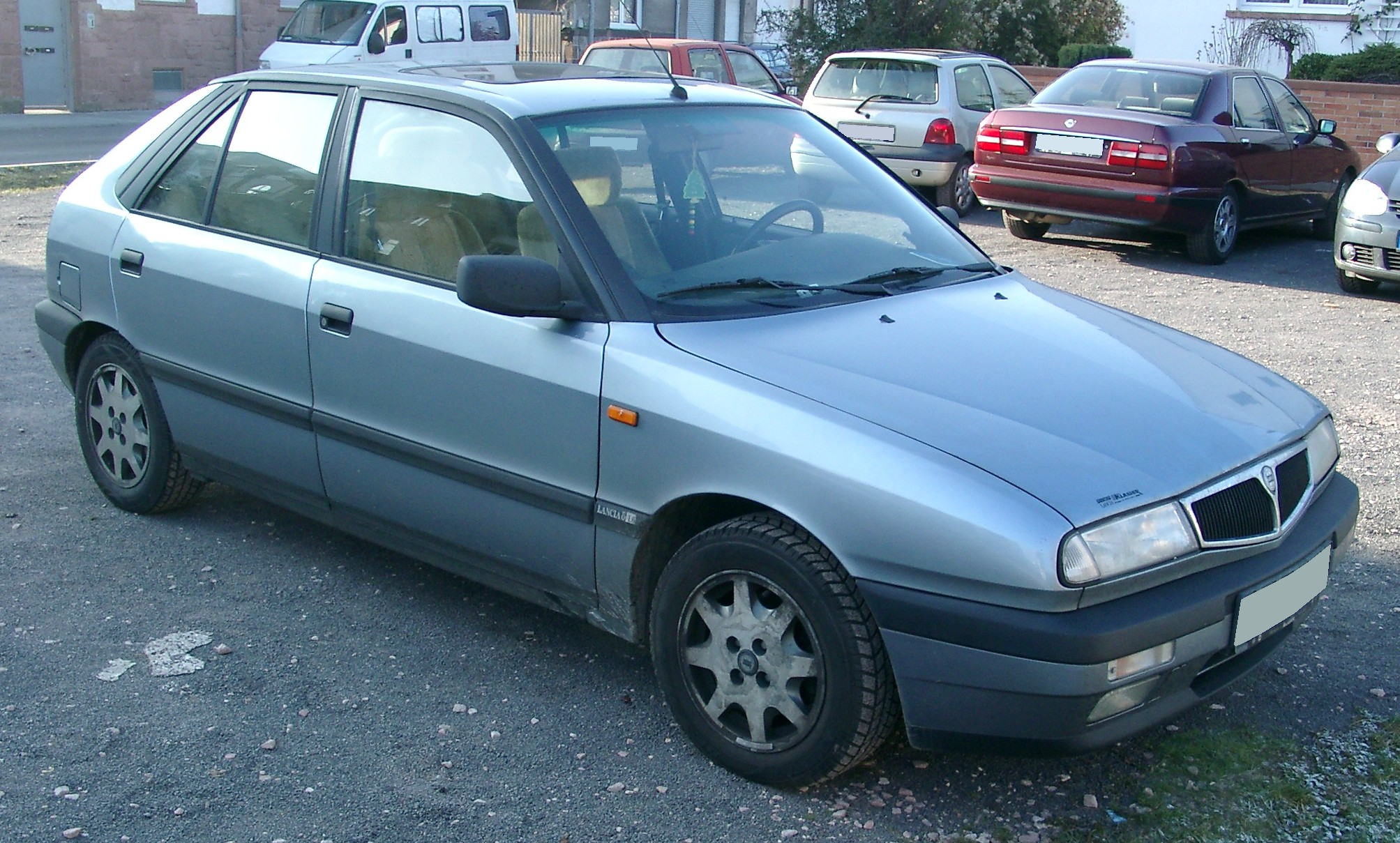
ランチア・デルタ（1993年）
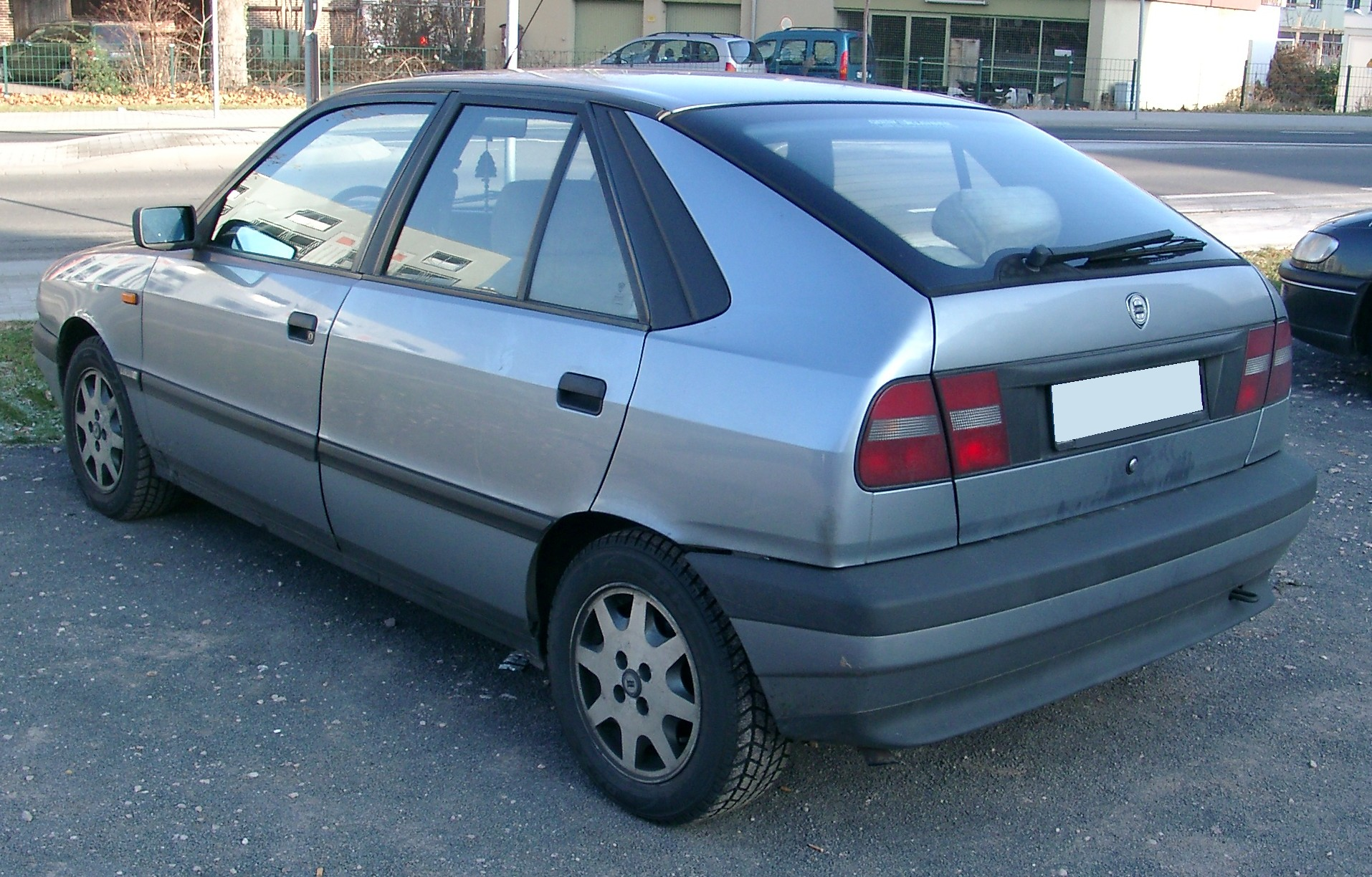
ランチア・デルタ（1993年）
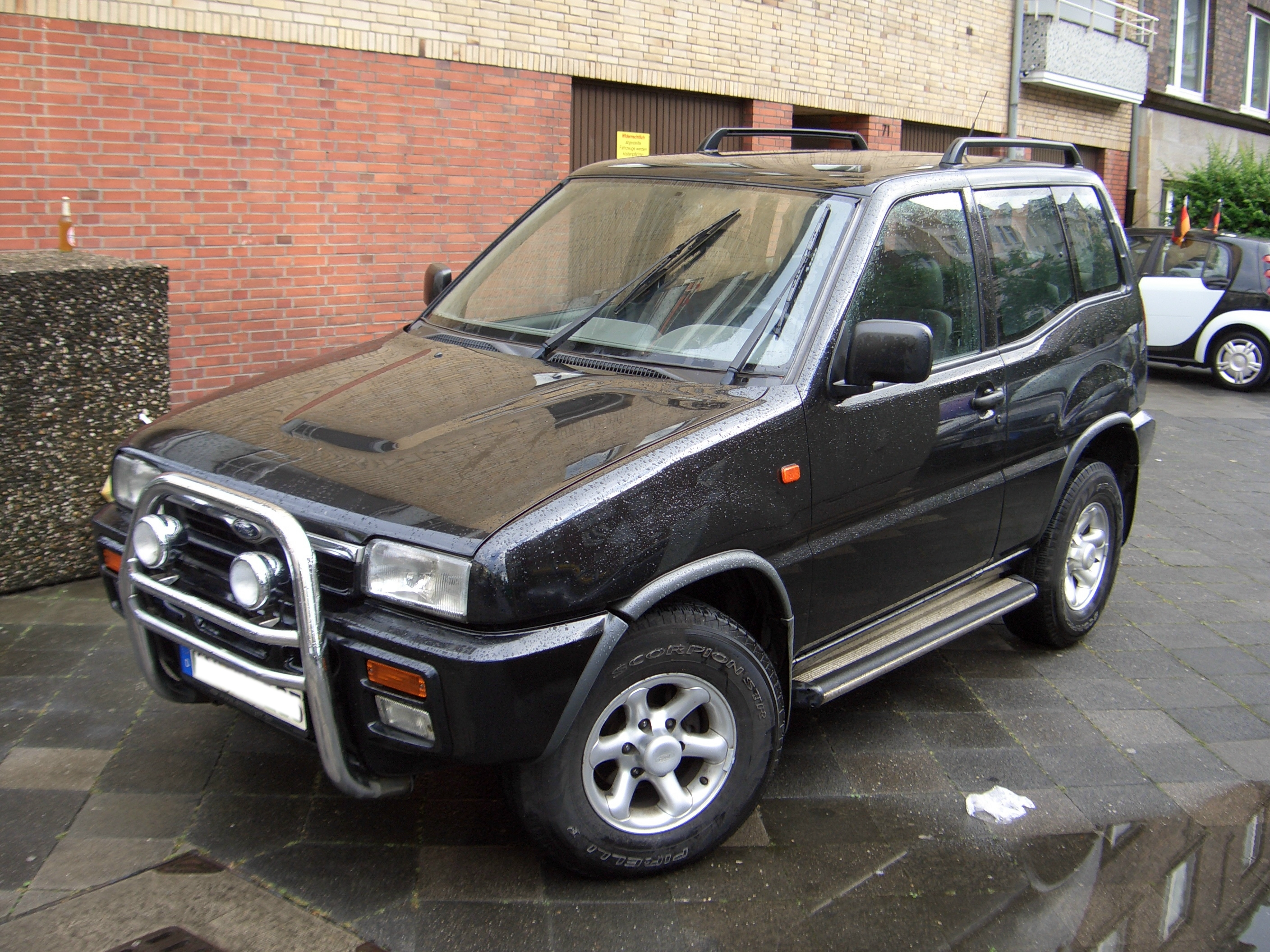
日産・テラノ II（1993年、写真は同型のフォード・マーヴェリック）
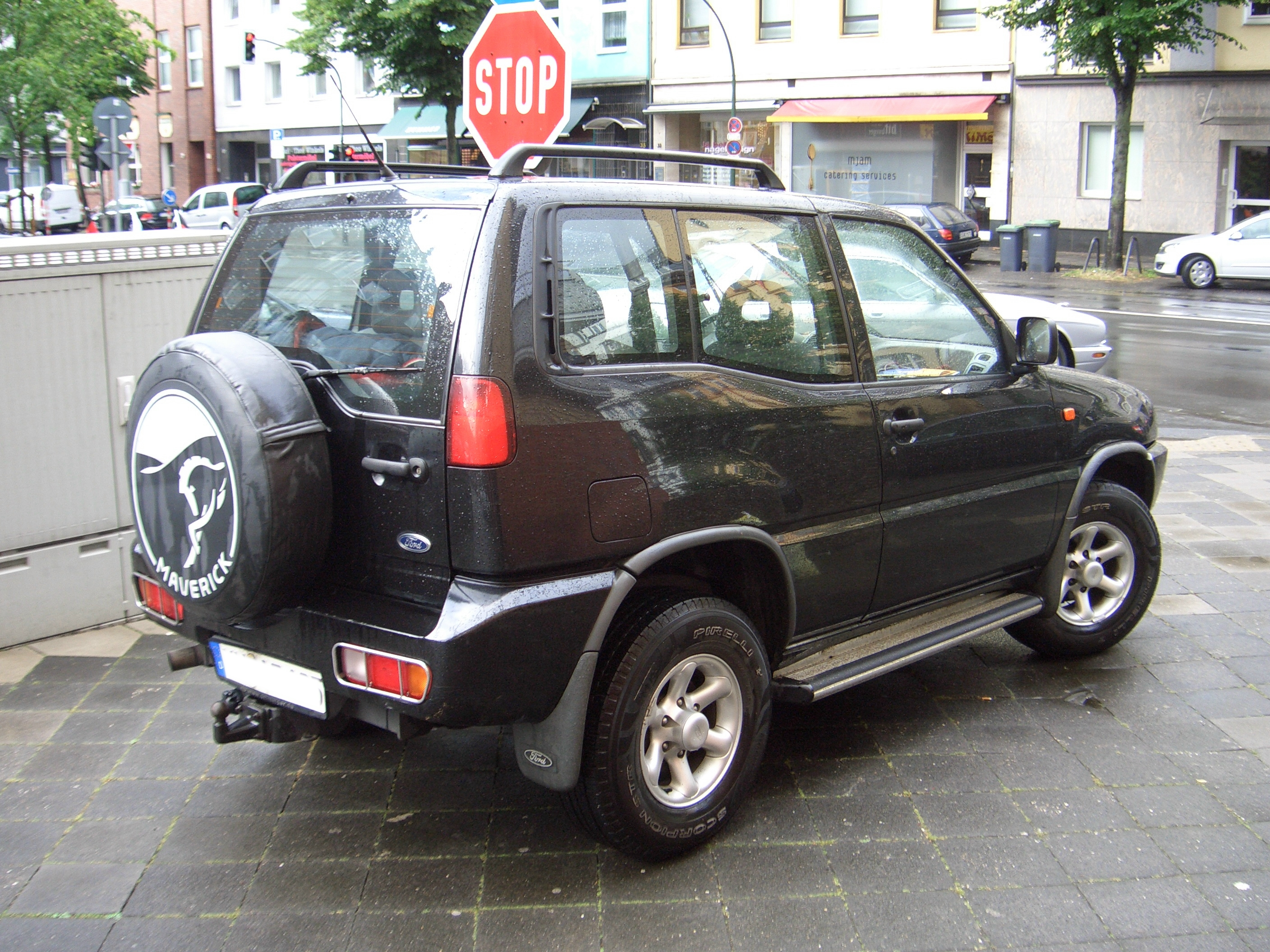
日産・テラノ II（1993年、写真は同型のフォード・マーヴェリック）
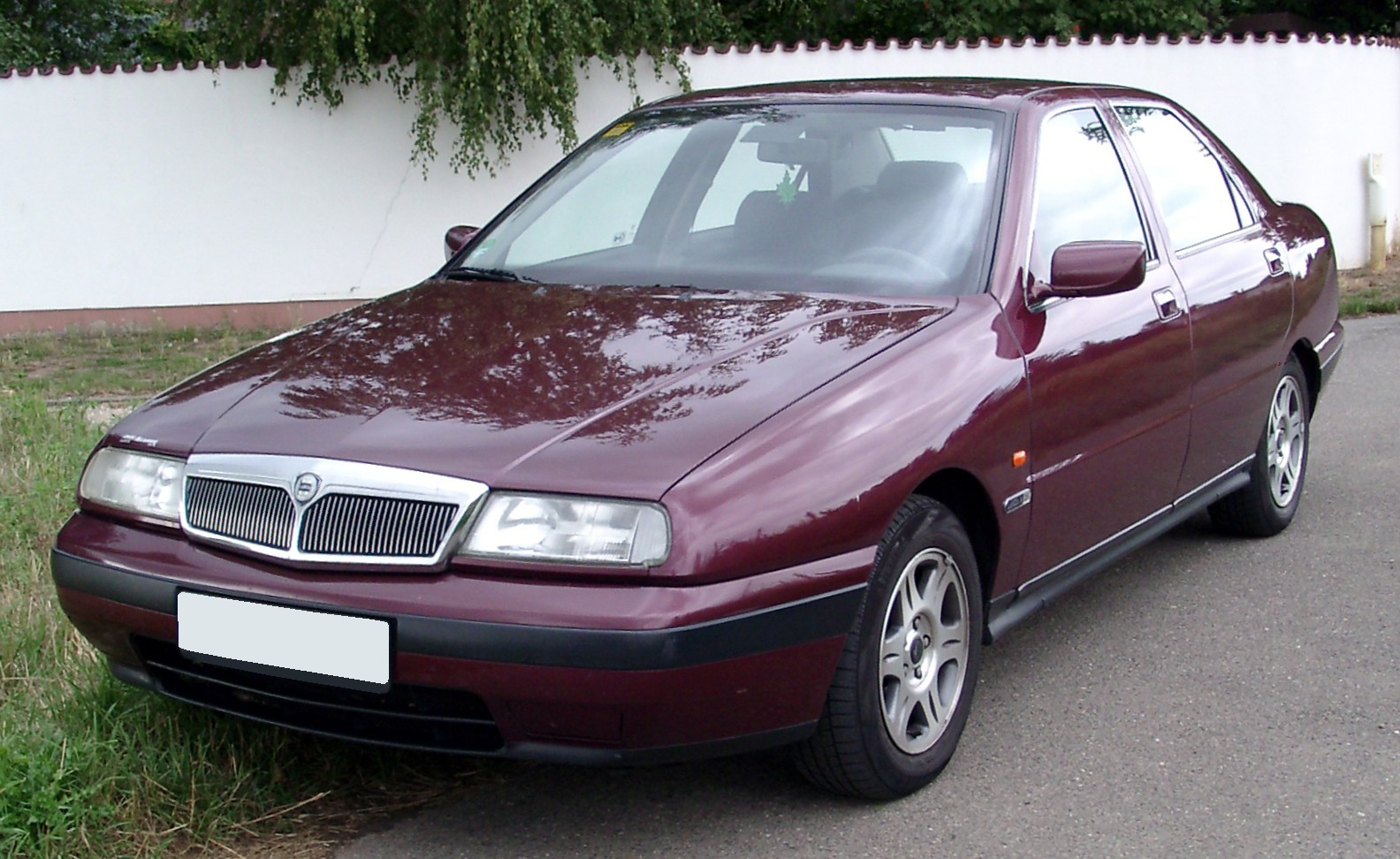
ランチア・カッパ（1994年）
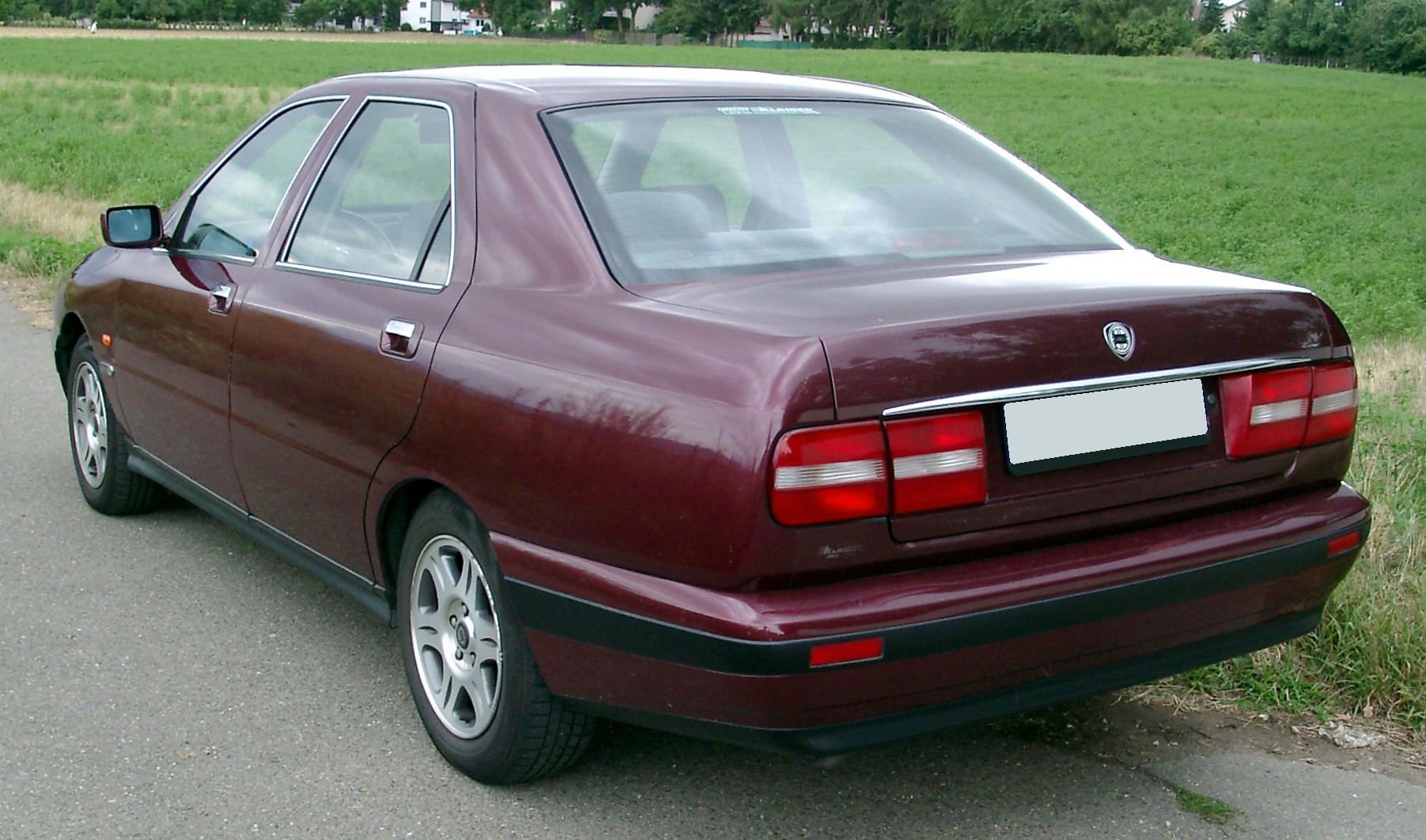
ランチア・カッパ（1994年）
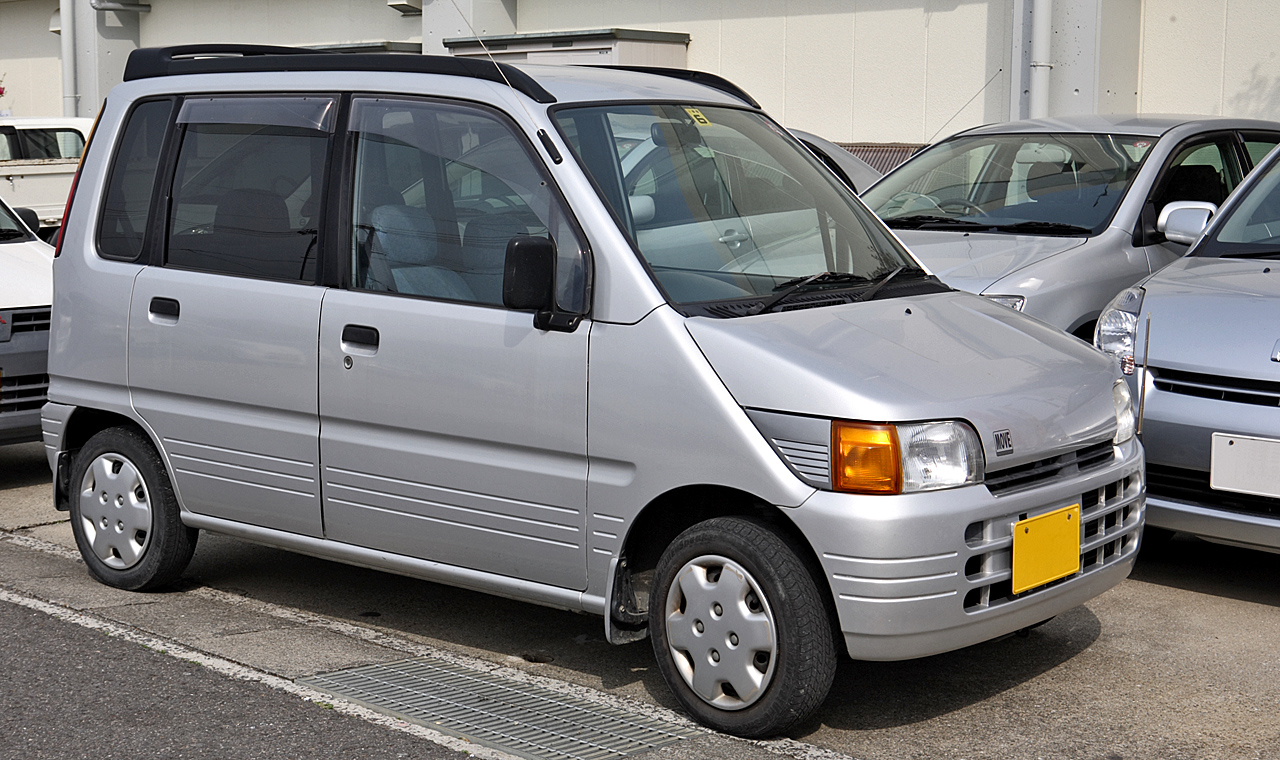
ダイハツ・ムーヴ（1995年）
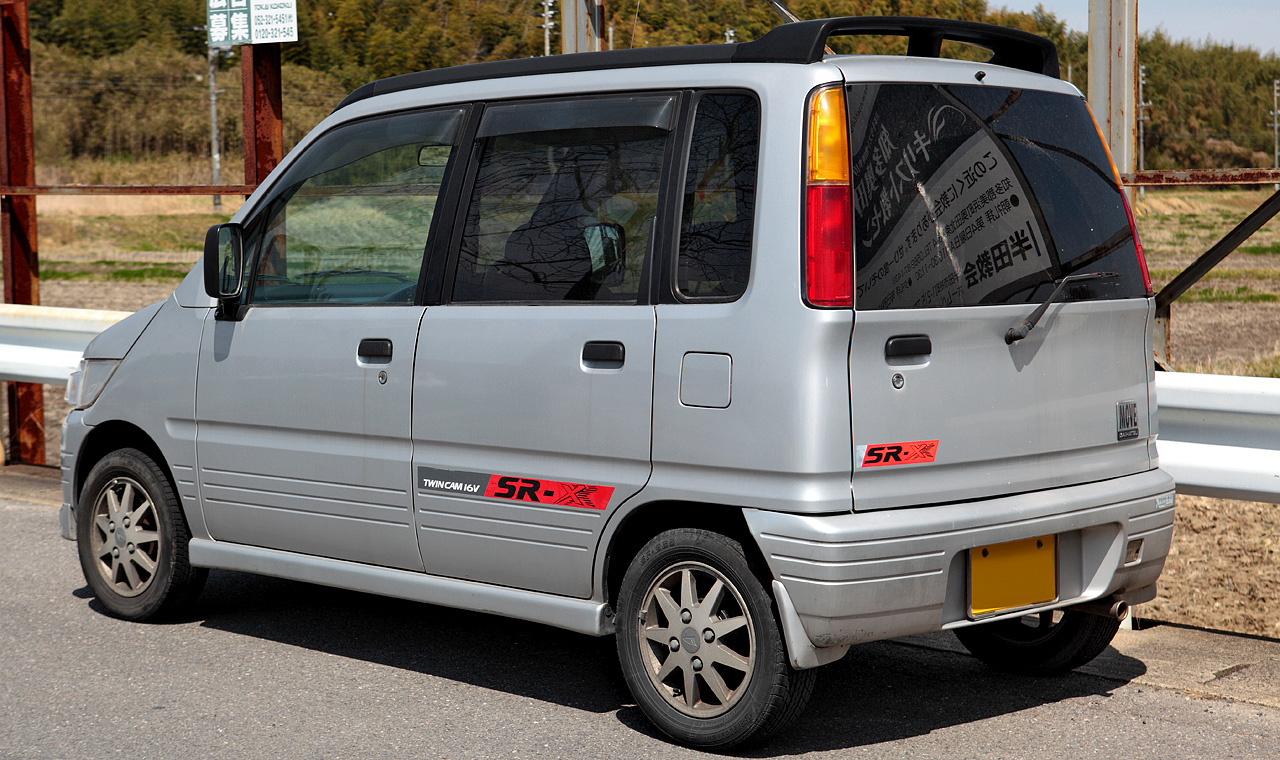
ダイハツ・ムーヴ（1995年）
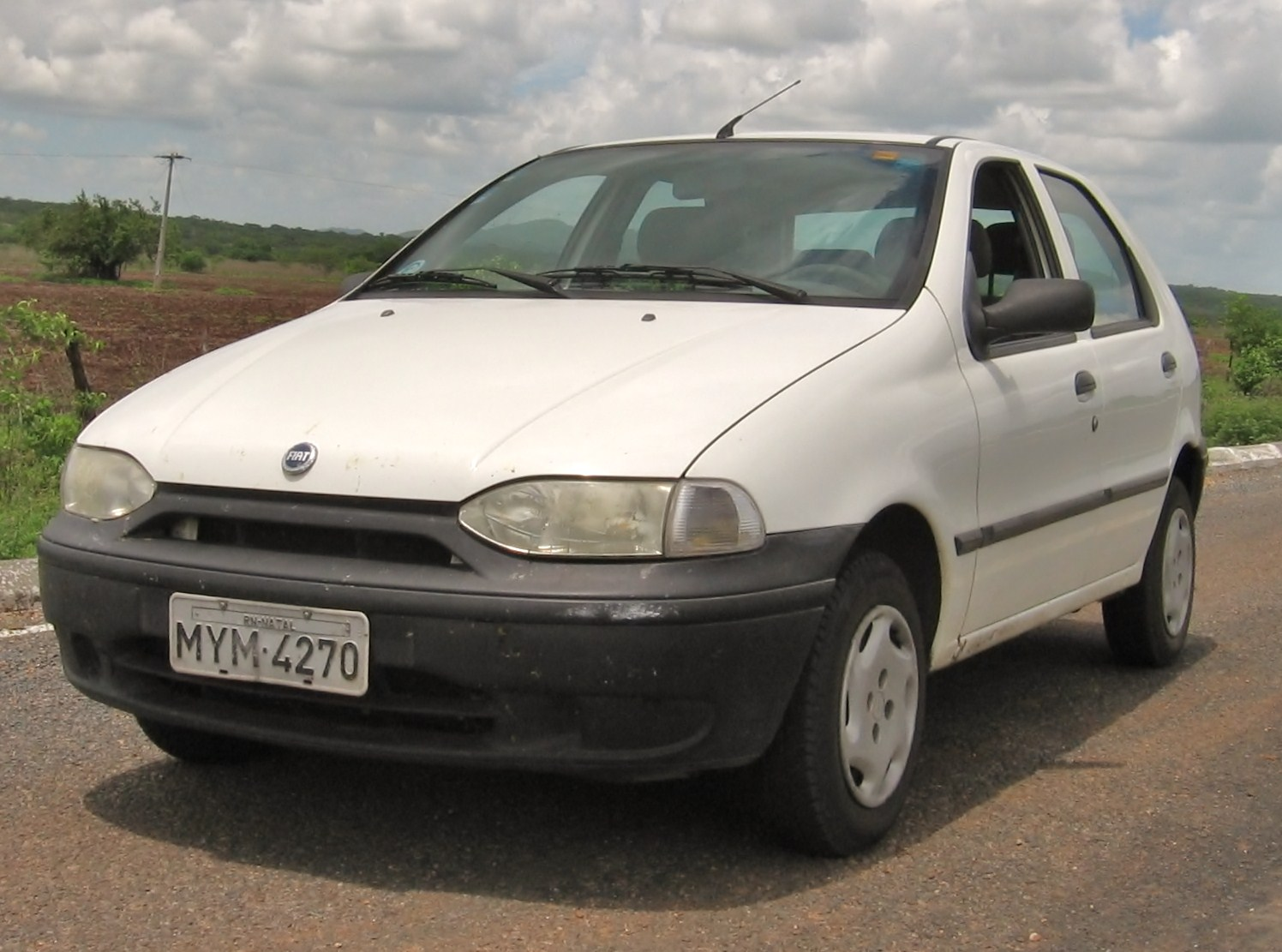
フィアット・パリオ（1996年）
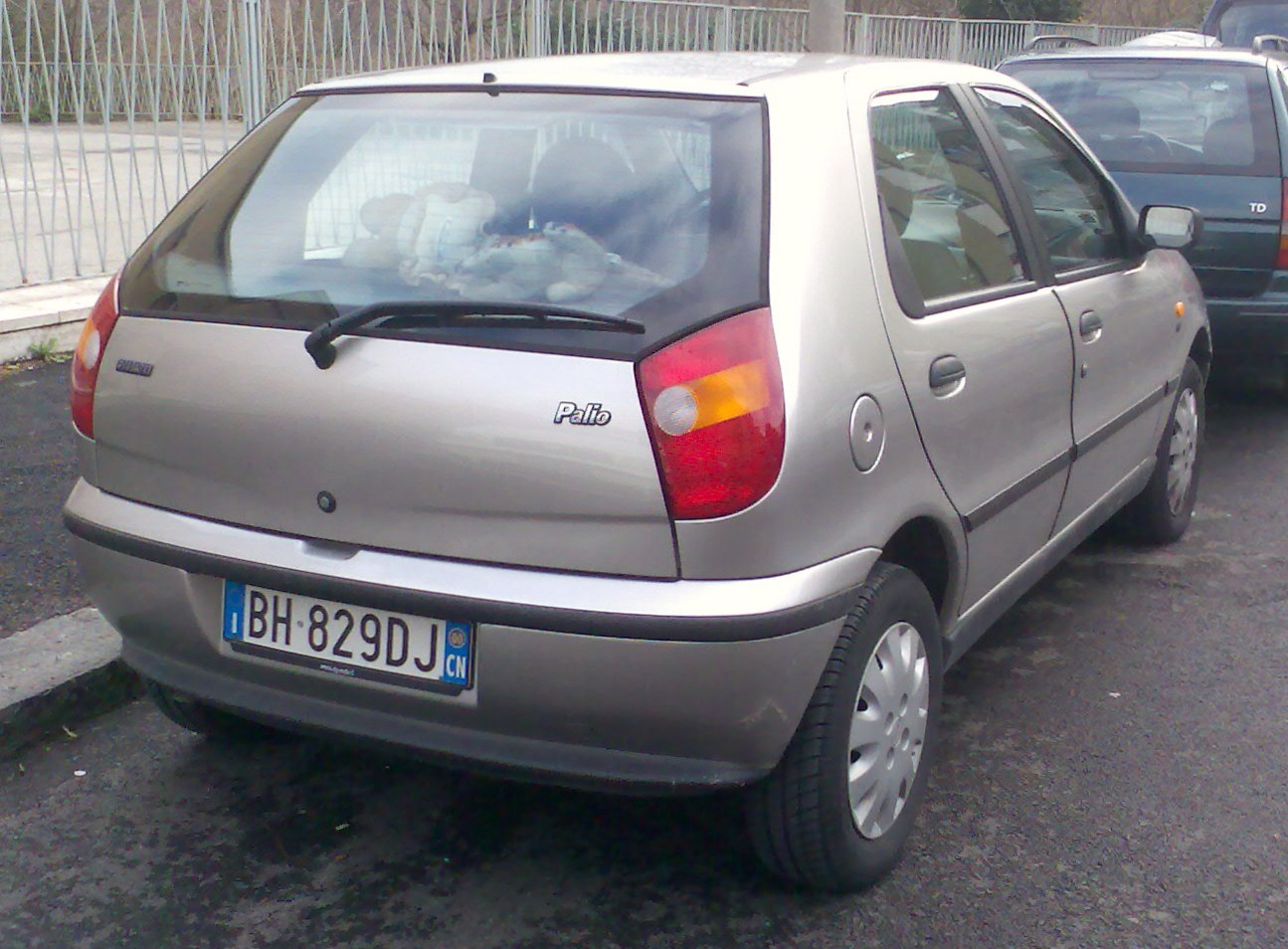
フィアット・パリオ（1996年）
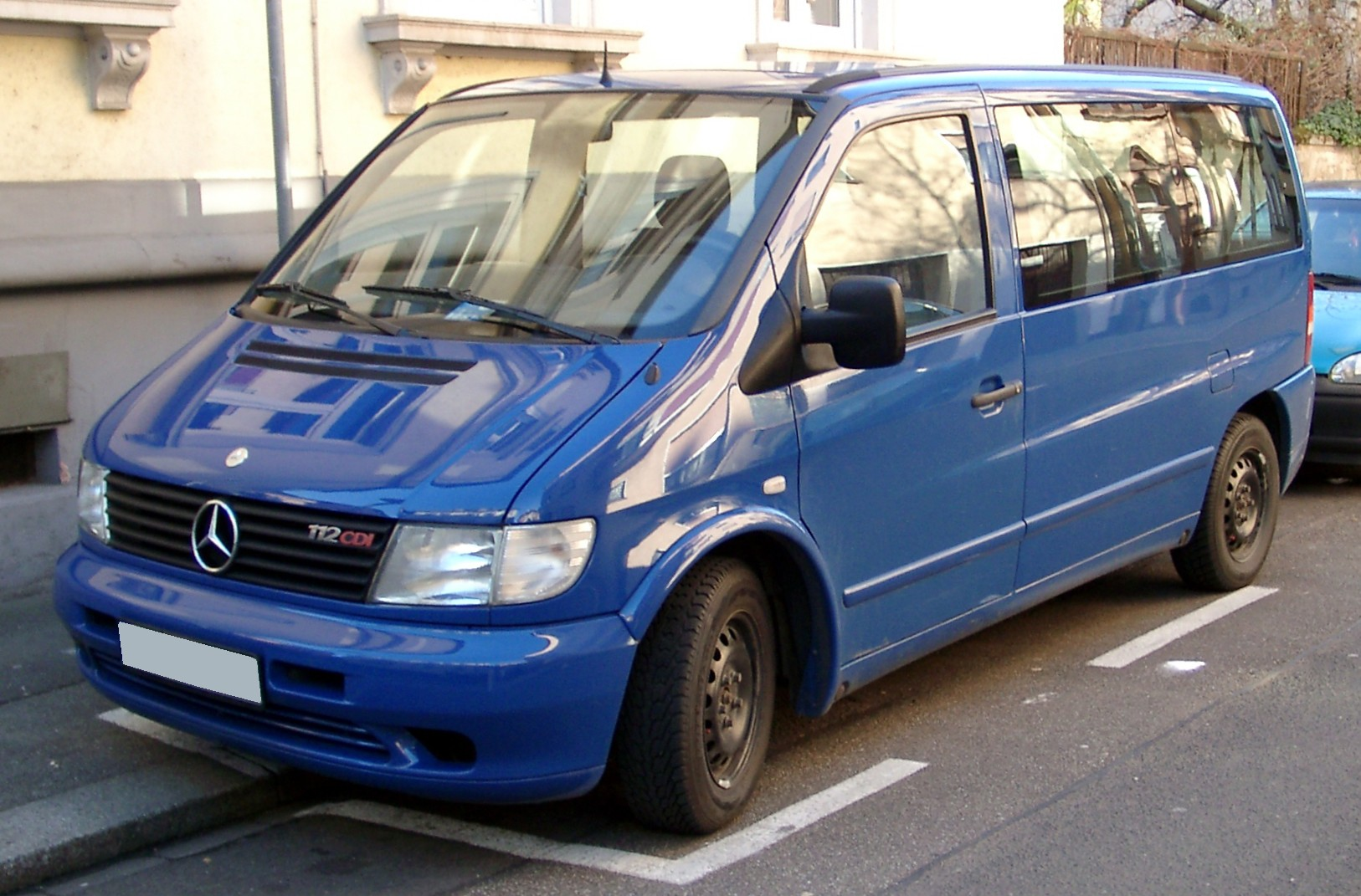
メルセデス・ベンツ・ヴィトー/ビアーノ（1996年）
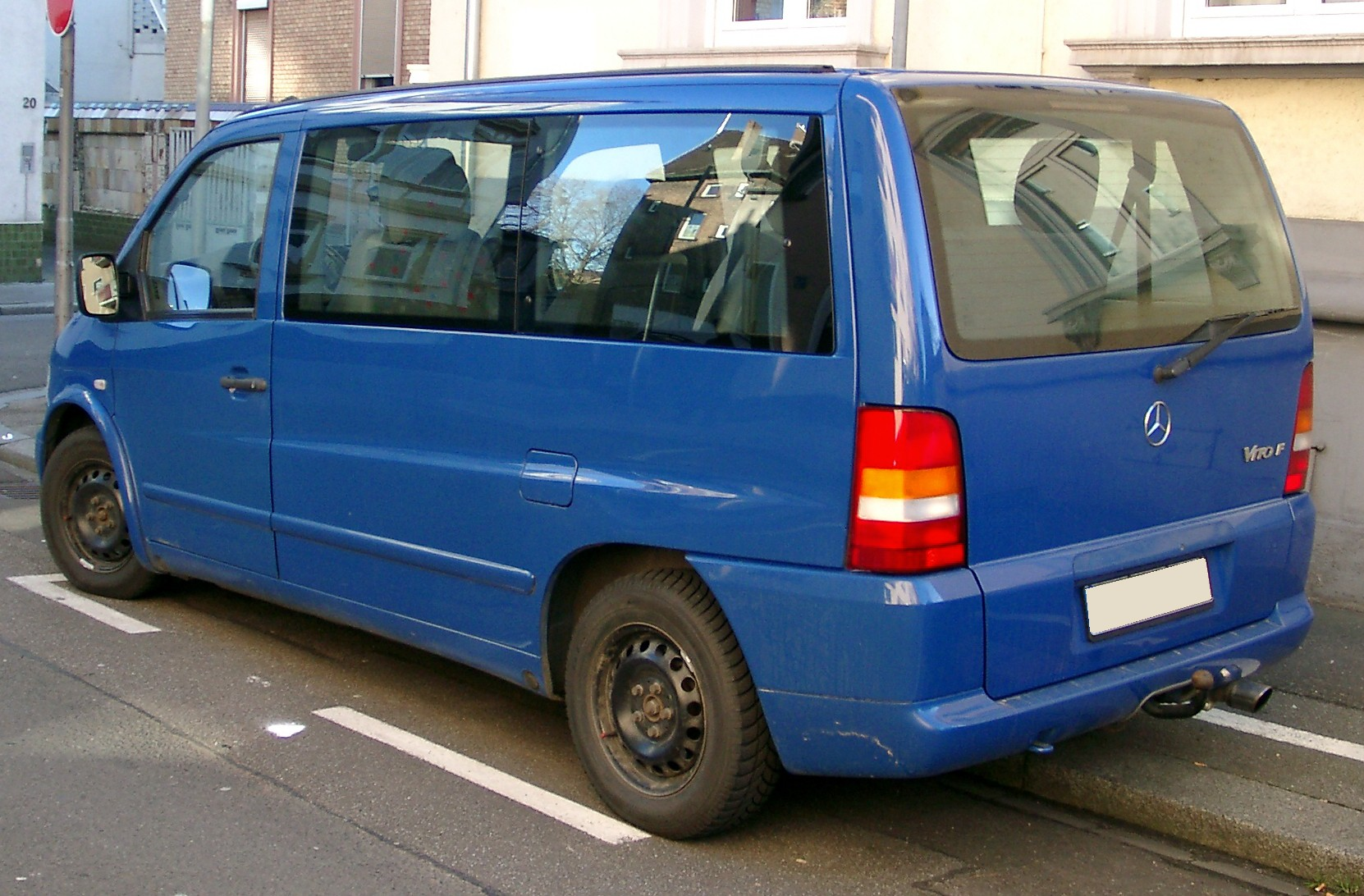
メルセデス・ベンツ・ヴィトー/ビアーノ（1996年）
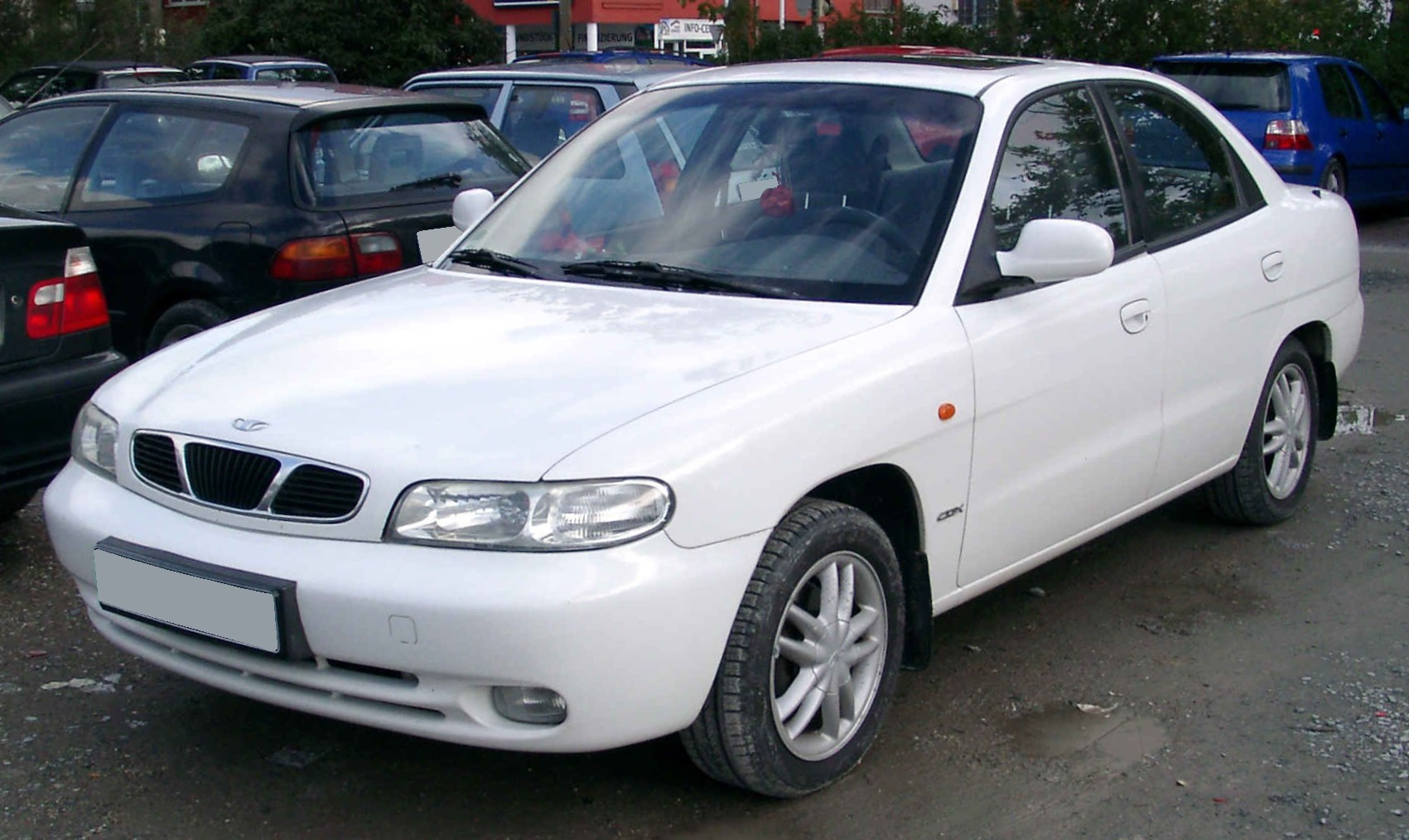
デーウ・ヌビラ（1997年）
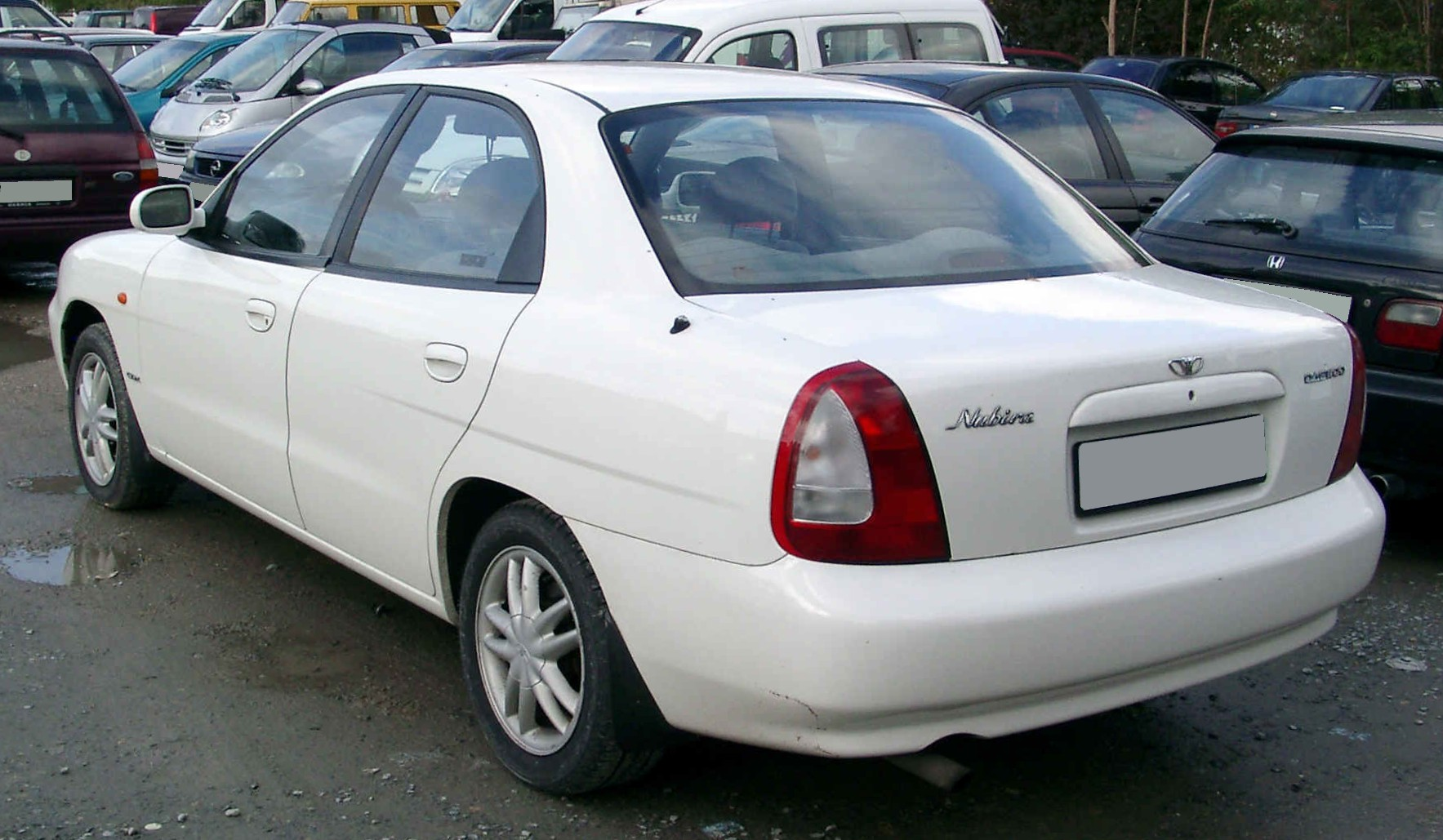
デーウ・ヌビラ（1997年）
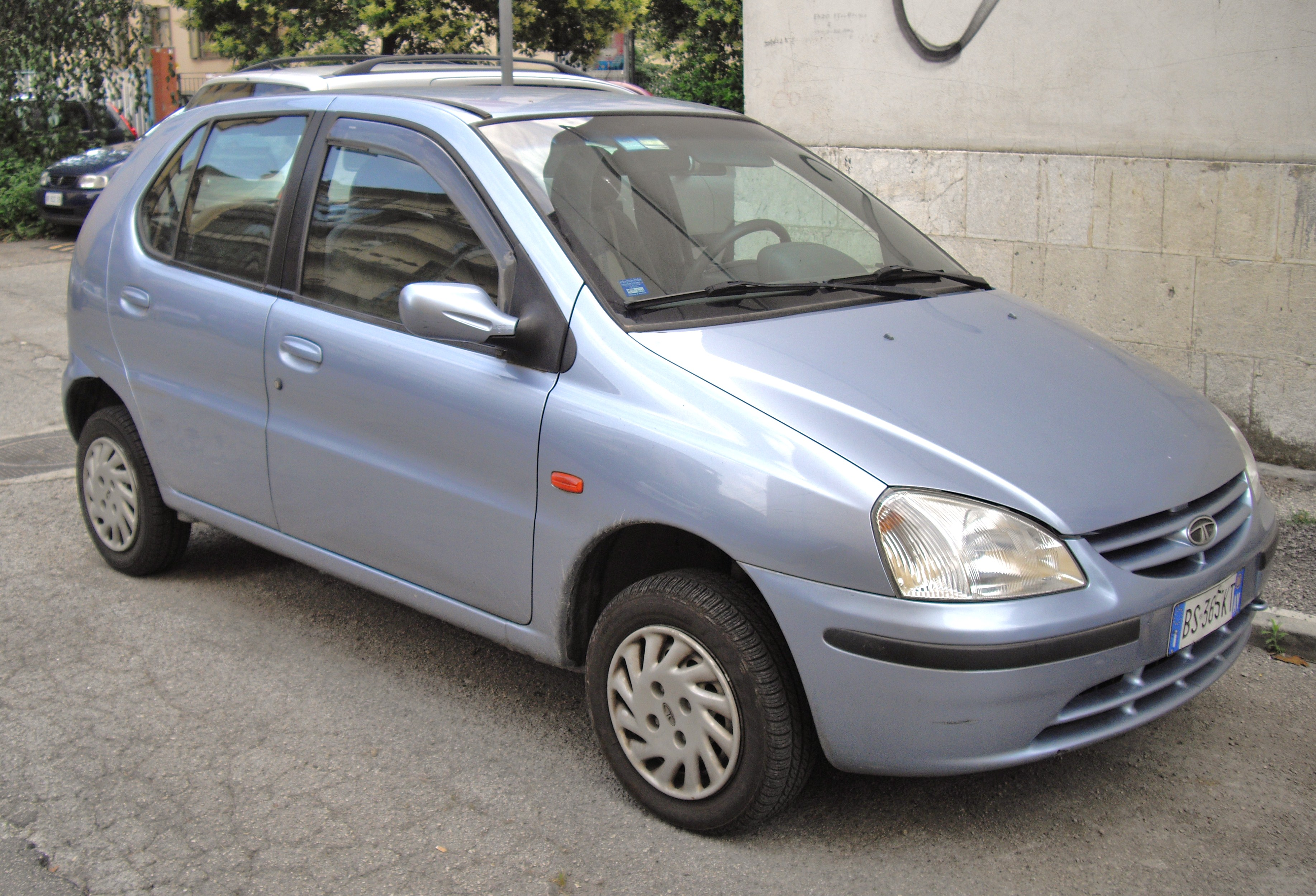
タタ・インディカ（1998年）
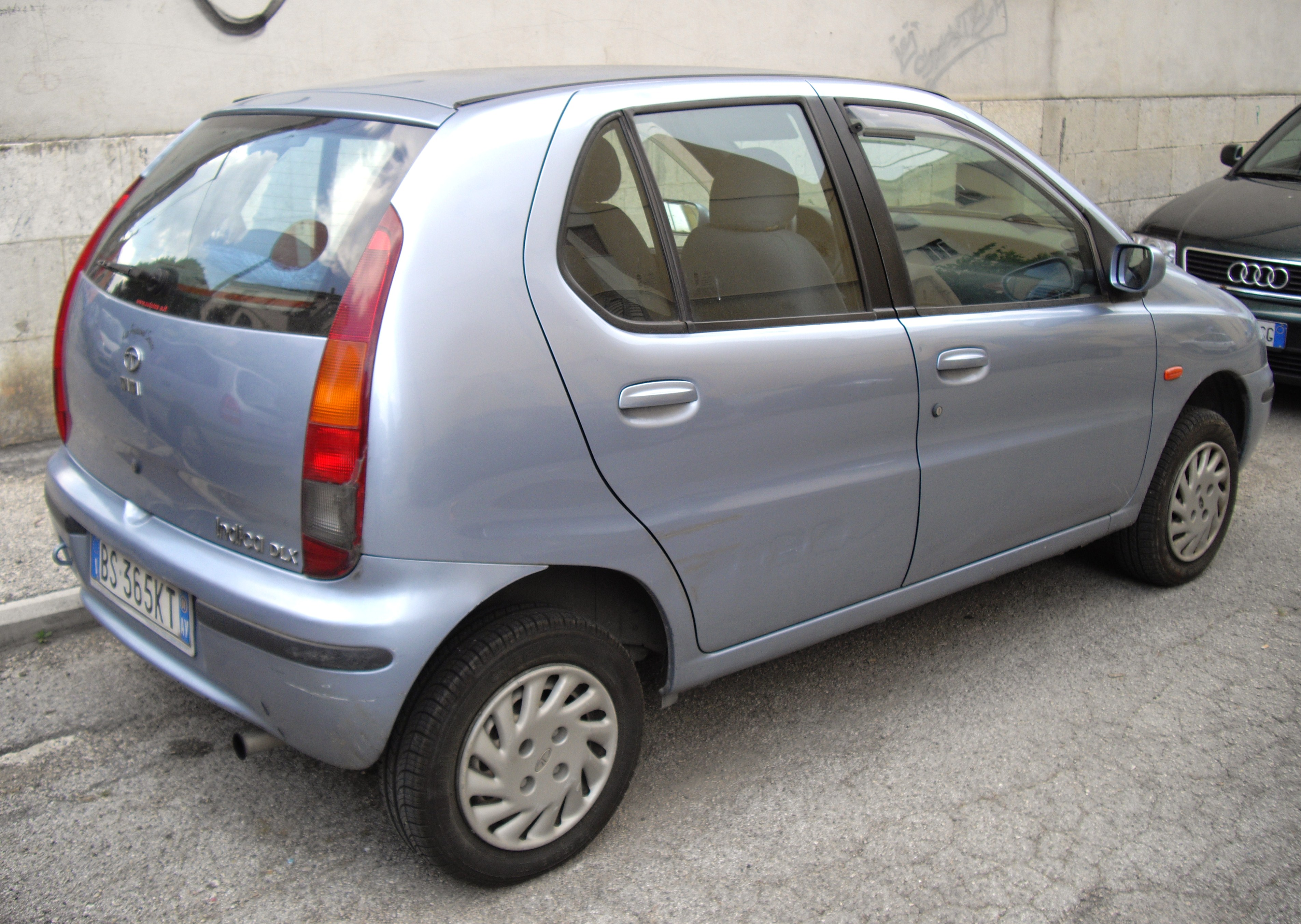
タタ・インディカ（1998年）
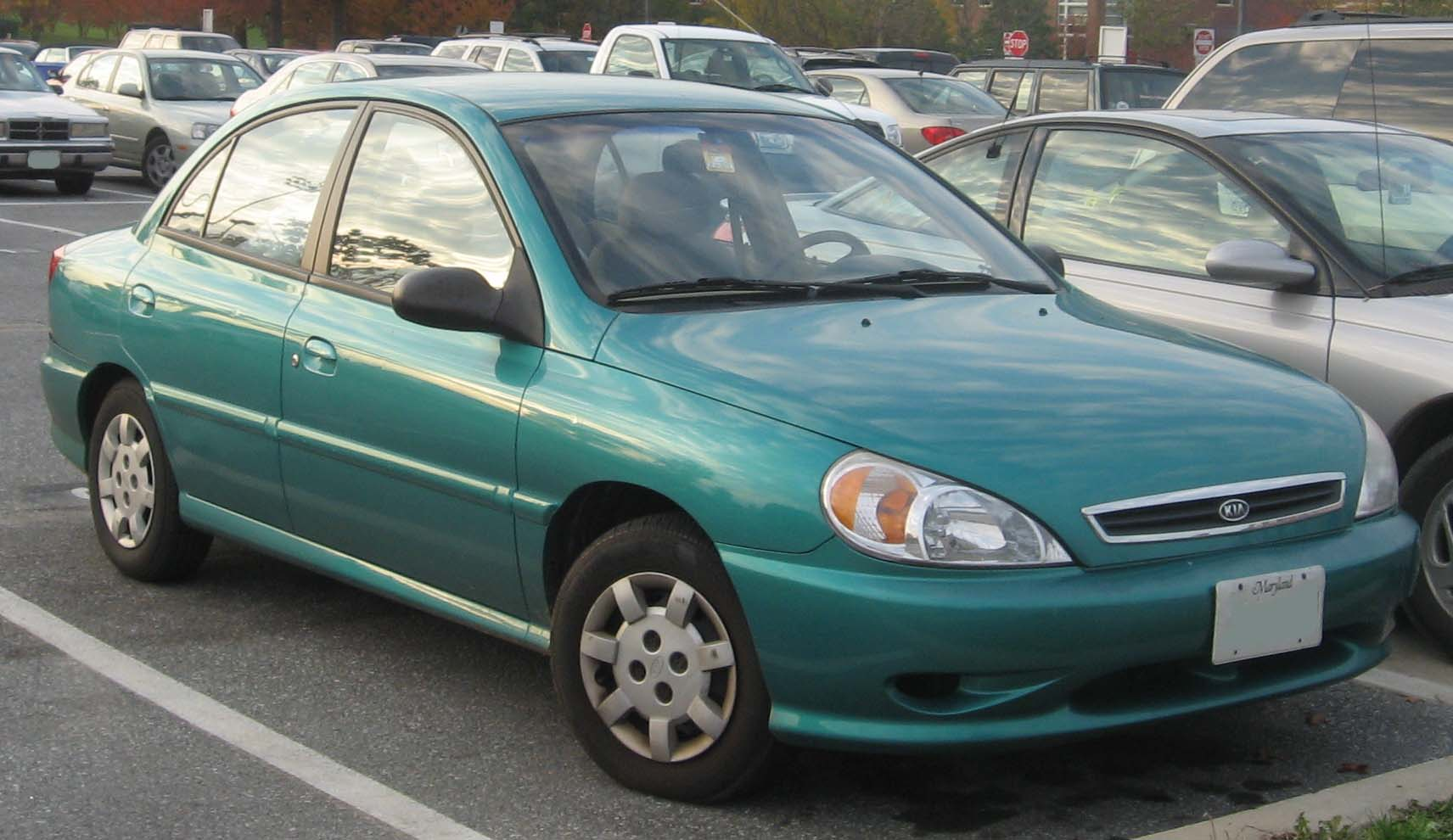
キア・リオ（2000年）
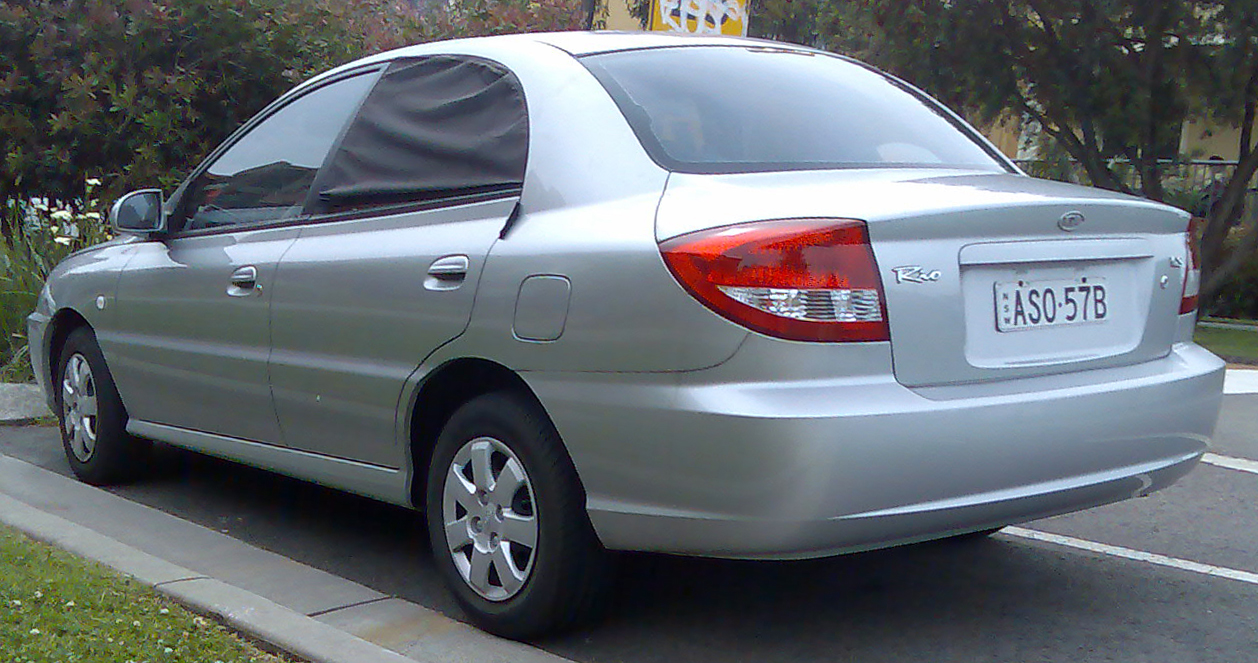
キア・リオ（2000年）
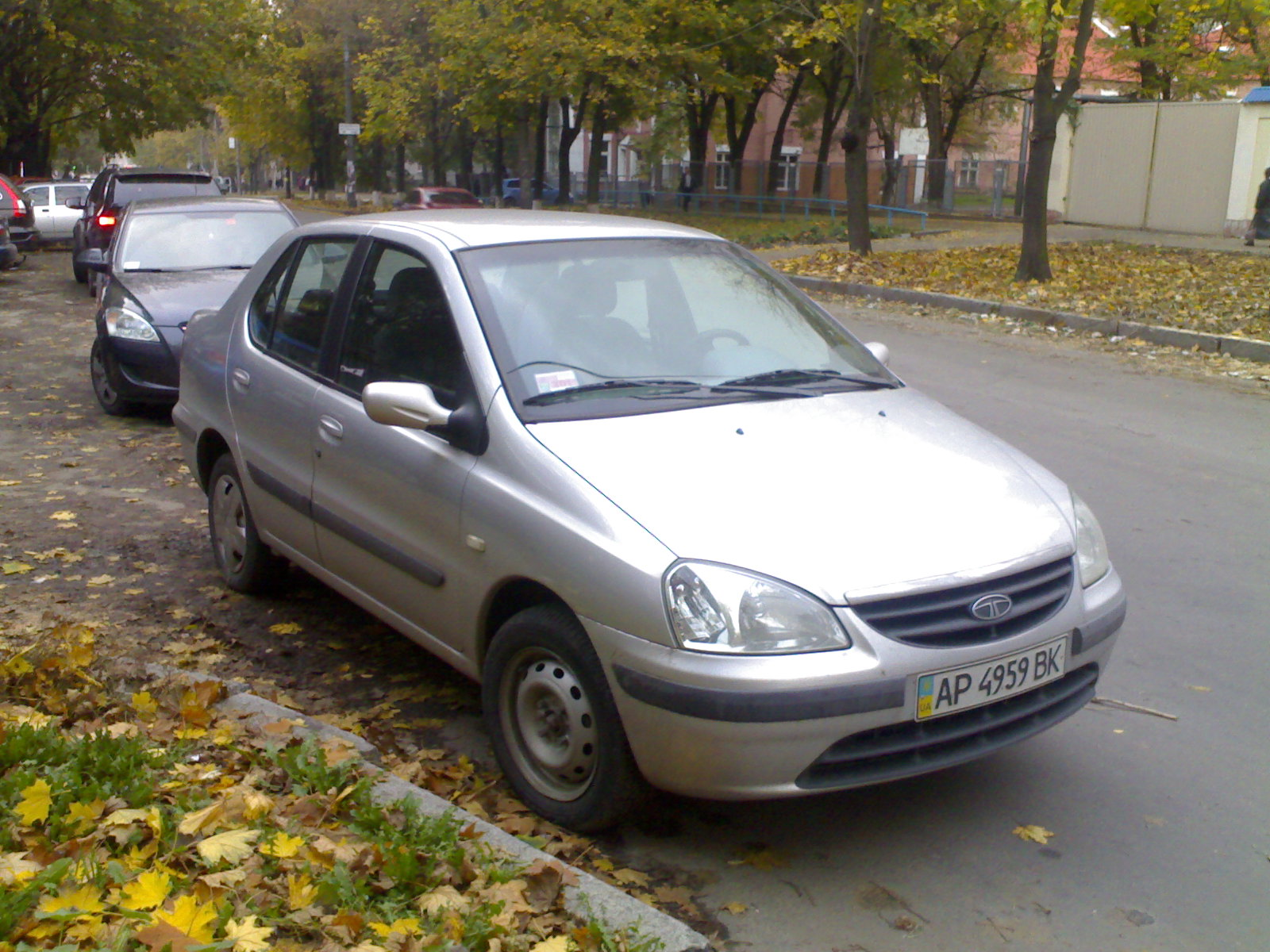
タタ・インディゴ（2002年）
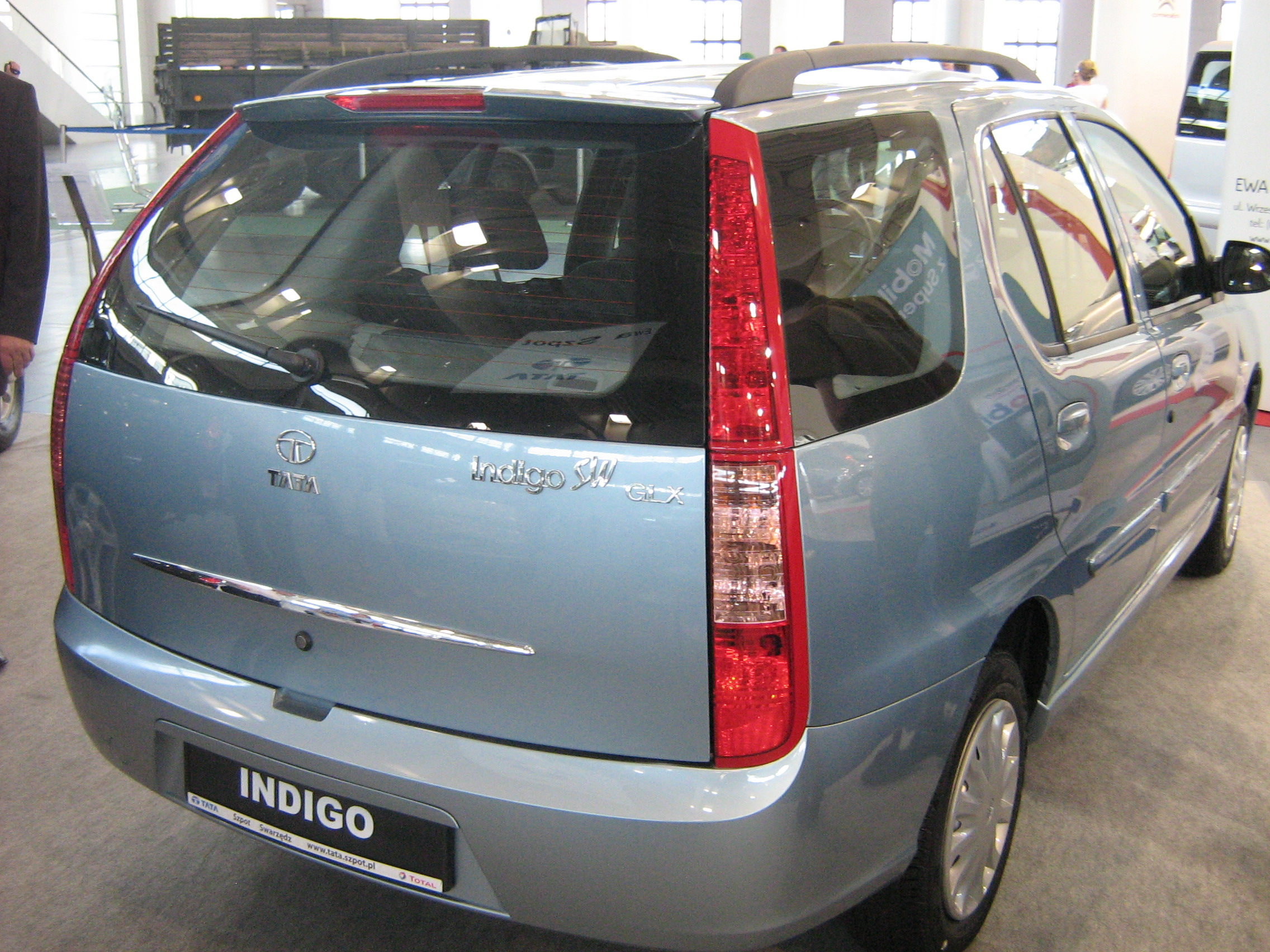
タタ・インディゴ ワゴン（2002年）
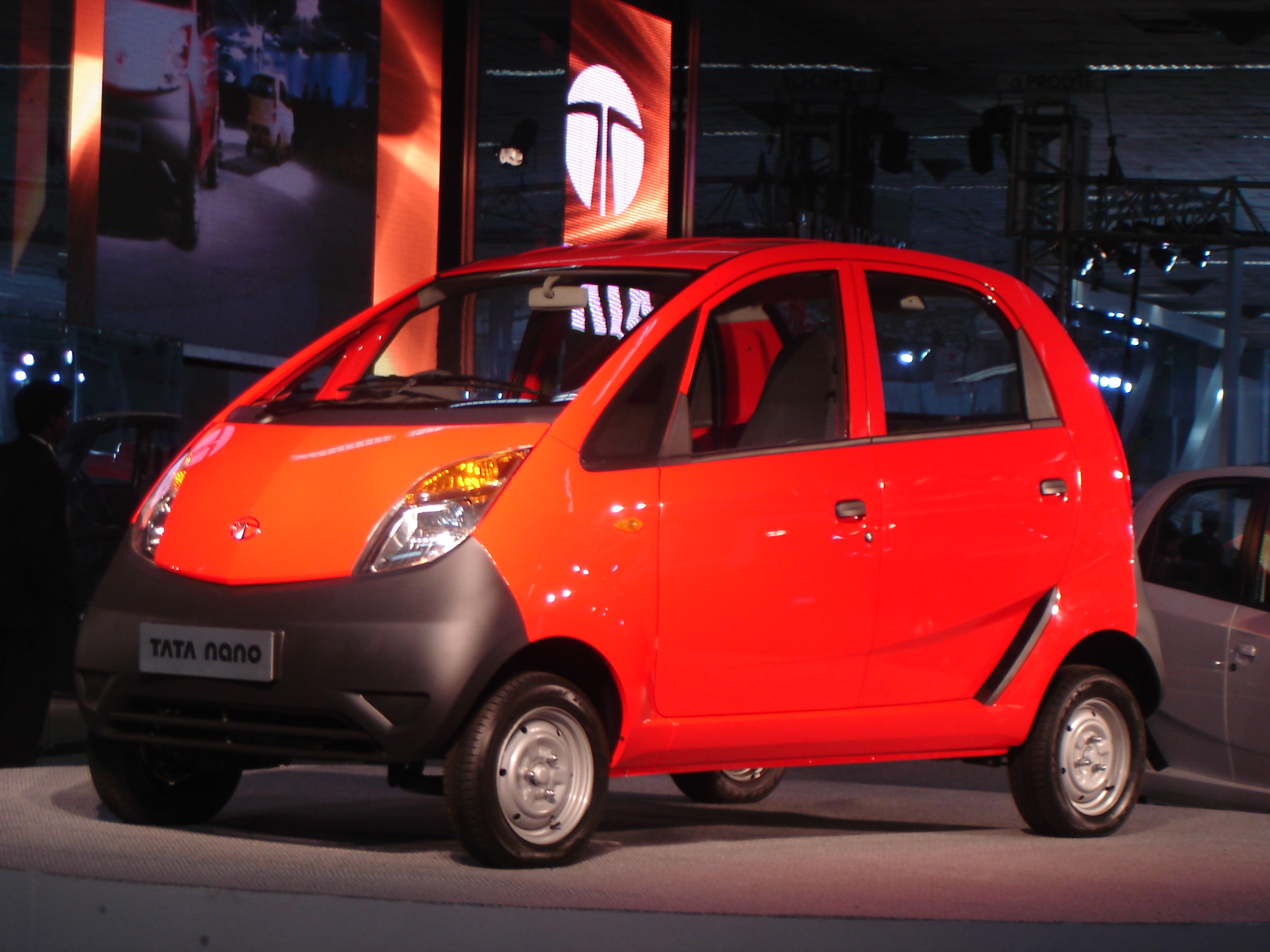
タタ・ナノ（2008年）
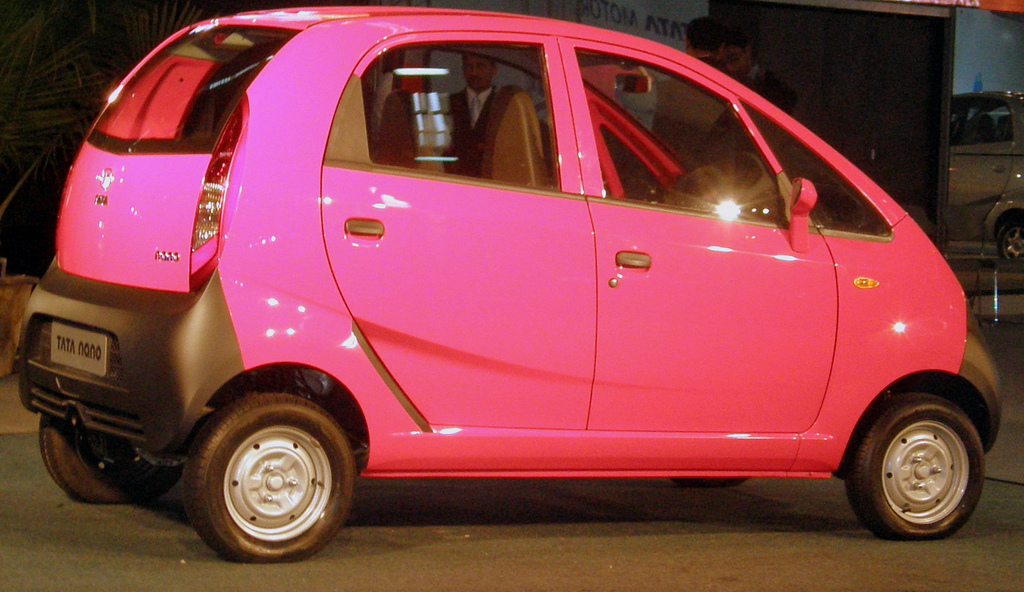
タタ・ナノ（2008年）